# Vulpia microstachys
Vulpia microstachys är en gräsart som först beskrevs av Thomas Nuttall, och fick sitt nu gällande namn av William Munro. Vulpia microstachys ingår i släktet ekorrsvinglar, och familjen gräs.

## Underarter
Arten delas in i följande underarter:
- V. m. ciliata
- V. m. confusa
- V. m. pauciflora

## Bildgalleri

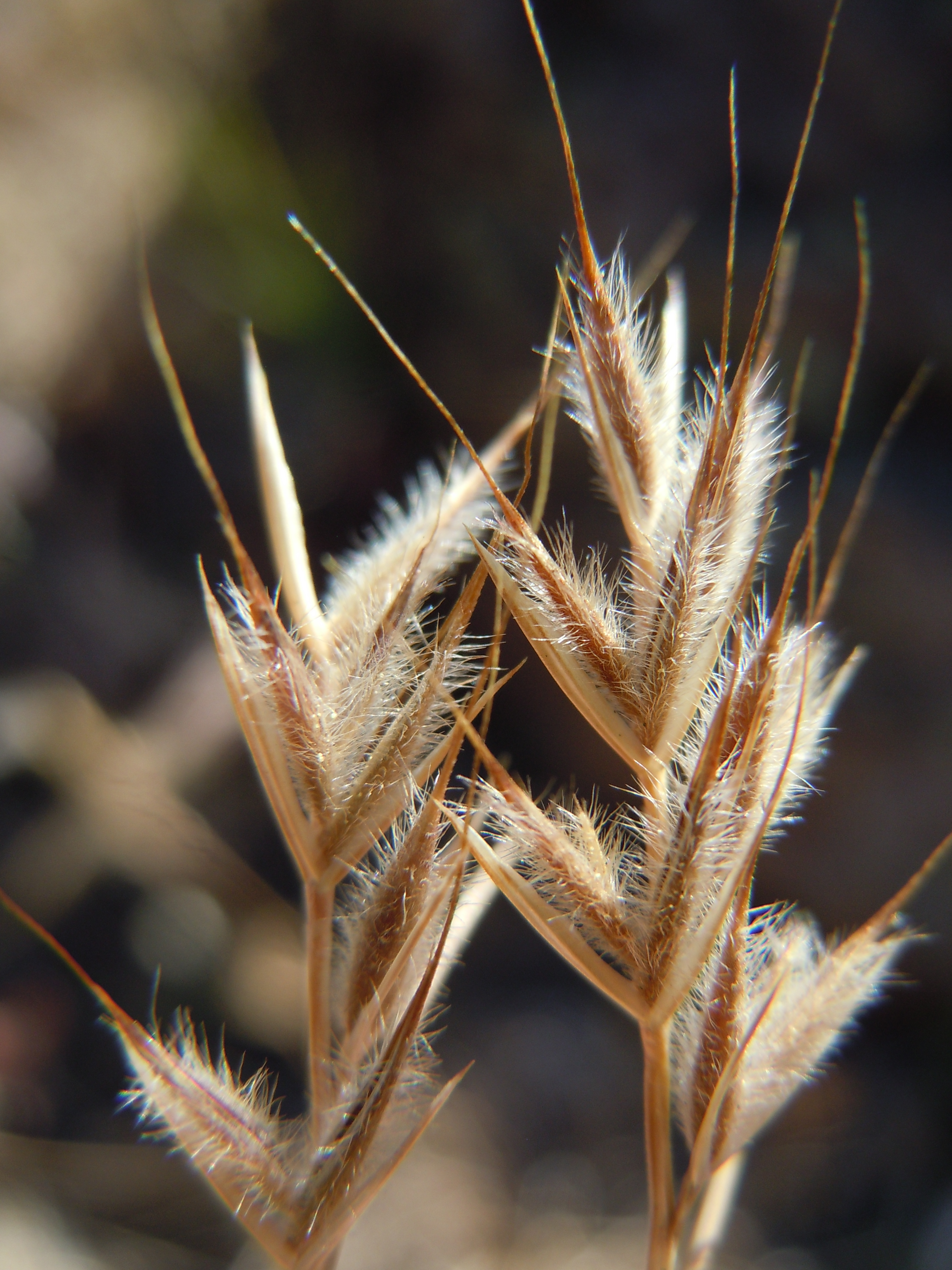
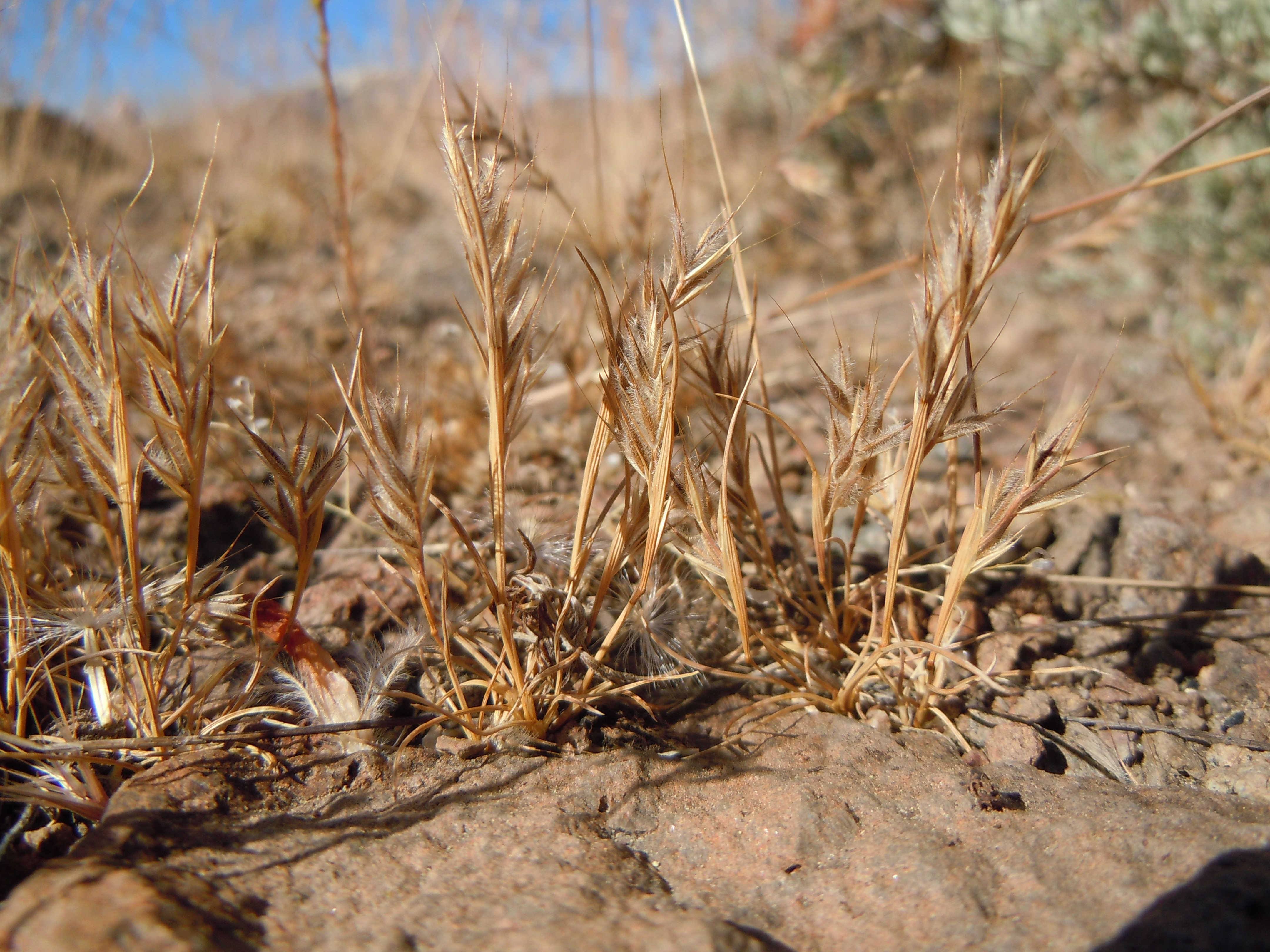